# الپی، یولاس
الپی، یولاس (به لاتین: Alpı, Ulus) یک منطقهٔ مسکونی در ترکیه است که در استان بارتین واقع شده‌است.

## خصوصیات
الپی ۸۸ نفر جمعیت دارد.